# Турусы на колёсах
«Турусы на колесахъ (turres ambulatorie у римлян), у насъ — гуляй городъ (тарасы на колесахъ, рубленые быки), машины для осады городовъ — башни на колесахъ. Не вѣрилось народу въ существованіе такихъ машинъ, и о всякихъ невѣроятныхъ разсказахъ говорили: это турусы на колесахъ».
«Туру́сы на колёсах» — фразеологизм, означающий «чепуха», «вздор». Согласно словарю Даля, «турусы», «тарусы» — диалектное слово с тем же значением. Происхождение его неизвестно.
Современники Пушкина считали, что слово «турусы» производно от туры (лат. turres ambulatorie) — деревянной осадной башни, обтянутой звериными шкурами. Такие башни применялись ещё древними римлянами, их использование татаро-монголами упоминается в русских летописях. Внутри башни располагался отряд воинов (в отличие от фалы, которая предназначалась для размещения метательных орудий), который был неуязвим для противника. Одновременно этот отряд служил двигателем, потихоньку перемещая башню, установленную на колесах. Туруса приближалась к стене осажденной крепости вплотную. Воины по лестницам внутри башни быстро влезали на её верх, а оттуда с помощью перекидного мостка перебирались на крепостную стену.
По одному из предположений, современный смысл этого словосочетания объясняется тем, что осада крепости в древности была многомесячным мероприятием, включающим длительное планирование и согласование плана действий (то есть долгие разговоры), и только затем — еще более длительную постройку из растущего поблизости или специально доставленного леса осадных орудий, в том числе колесных турус. Это вступало в противоречие с обычной психологией воина, предпочитающего штурм с ходу или какую-нибудь хитрость. В связи с этим при подходе к вражескому городу в наступающем войске возникало недовольство командирами, которые вместо решительного управления боем «разводят турусы на колесах», обрекая бойцов на тягостное безделье, а то и на тяжелую ручную работу.
По другому предположению, происхождение выражения объясняется тем, что рассказы об осадах с использованием «турус» передавались из уст в уста и обрастали выдумками и новыми подробностями.